# カルパティア山脈とヨーロッパ各地の古代及び原生ブナ林
カルパティア山脈とヨーロッパ各地の古代及び原生ブナ林（カルパティアさんみゃくとヨーロッパかくちのこだいおよびげんせいブナりん）は、ヨーロッパ18か国にまたがるユネスコの世界遺産（自然遺産）登録物件である。登録名は単なる「ブナ林」だが、日本のブナ林とは異なり、ヨーロッパブナの森林を対象とする。この一連のブナ林は、最終氷期以降のヨーロッパにおけるヨーロッパブナの生息域の拡大に伴う陸域生態系の変遷と再定着、そしてヨーロッパブナの遺伝的適応を示す良い例であり、北半球に広く分布しているブナ属の歴史と進化を理解するために不可欠なものである。
当初、東カルパティア山脈に残るヨーロッパブナの原生林が、ヨーロッパに残る同種の森林の中でも樹齢、種類の多様さ、木々の大きさ、範囲の広さなどの点で突出した価値を持つとして、世界遺産に登録された。そのときはスロバキアとウクライナが共有する「カルパティア山脈のブナ原生林」だったが、2011年にはドイツ中部・北西部にある15箇所のブナ林が追加され「カルパティア山脈のブナ原生林とドイツの古代ブナ林」となった。2017年にさらに9か国が追加されて現在の名称になり、2021年にさらに6か国が加わった。

## 登録対象
登録対象はウクライナの15箇所、イタリアの13箇所、ルーマニアの12箇所、ブルガリアの9箇所、スペインの6箇所、スロバキア・ドイツ・オーストリア・ベルギーの各5箇所、ポーランドの4箇所、クロアチア・フランスの各3箇所、アルバニア・スロベニア・スイスの各2箇所、ボスニア・ヘルツェゴビナとチェコ・北マケドニアの各1箇所の計18か国の94箇所の自然保護区である。

### ウクライナ・スロバキア・ポーランド
ウクライナ・スロバキア・ポーランドの指定箇所はそれぞれ近接しており、行政区分上は、ほとんどザカルパッチャ地方に含まれており、スロバキアの登録対象は全てプレショウ県に含まれている。
保護区別に見た場合、ウクライナの対象のうち5箇所は、ユネスコの生物圏保護区に登録されているカルパティア生物圏保護区（Carpathian Biosphere Reserve）に含まれ、1箇所は同じく生物圏保護区に登録されている東カルパティア生物圏保護区（East Carpathian Biosphere Reserve）に属するウジャンスキ国立自然公園（Uzhanskyi National Nature Park）に属している。他にはシネヴィル国立自然公園（Synevyr National Nature Park）の4箇所、ザチャロヴァニ・クライ国立自然公園（Zacharovanyi Krai National Nature Park）の2箇所および同じく生物圏保護区に登録されているロストチア生物圏保護区（Roztochia Biosphere Reserve）およびゴルガニ自然保護区（Gorgany Nature Reserve）も含まれる。
スロバキアの5箇所は、東カルパティア生物圏保護区に属するポロニニ国立公園（Poloniny National Park）とその緩衝地域の保護区（ロジョック国立自然保護区）およびハヴェショヴァー自然保護区とヴィホルラット景観保護区にそれぞれ含まれている。
ポーランドの4箇所は東カルパティア生物圏保護区に属するビェシュチャディ国立公園（Bieszczady National Park）に属する。

### ルーマニア
ルーマニアの指定箇所は同国最北部と南部カルパチア山脈の2つの区域に集中しており、ネラ峡谷・ベウシュニツァ国立公園（Nera Gorge-Beușnița National Park）の1箇所、コジア国立公園（Cozia National Park）の2箇所、ドモグレッド＝ヴァレア・チェルネイ国立公園（Domogled-Valea Cernei National Park）の3箇所、グロシイ・ツィブレシュルイ（Groșii Țibleșului）の2箇所、セメニック＝カラシュ峡谷国立公園（Semenic-Caraș Gorge National Park）の1箇所、ストランブ＝バイウツ（Strâmbu-Băiuț）の1箇所などが含まれる。

### ブルガリア
ブルガリアの指定箇所は全てバルカン山脈に位置する中央バルカン国立公園（Central Balkan National Park）に集中している。一帯はユネスコの生物圏保護区に指定されている。

### アルバニア・北マケドニア・ボスニアヘルツェゴビナ・クロアチア・スロベニア
ディナル・アルプス山脈沿いのアルバニアのガシ川（Lumi i gashit）とオフリド湖に近いライツァ（Rrajca）、北マケドニアのドラボカ川（Dlaboka Reka）、ボスニア・ヘルツェゴビナのプリヴァ、ヤニおよびヤニスケ・オトケ保護区の1箇所（Protected area Pliva, Janj with Janjske Otoke reserve）、クロアチアの北部ヴェレビト国立公園（Northern Velebit National Park、ヴェレビト山脈）とパクレニツァ国立公園（Paklenica National Park）およびスロベニア国内の2箇所が含まれる。

### イタリア
イタリアにはアブルッツォ・ラツィオおよびモリーゼ国立公園（Abruzzo, Lazio and Molise National Park）の5箇所、チミノ山（Monte Cimino）、ラスキオ山（Monte Raschio）、サッソ・フラティーノ自然保護区（Sasso Fratino）の1箇所、ウンブラの森自然保護区（Foresta Umbra）の2箇所、ポッリーノ国立公園（Pollino National Park）の2箇所、アスプロモンテ山塊のアスプロモンテ国立公園（Aspromonte National Park）の1箇所が含まれる。

### オーストリア・スイス
ジュラ山脈に位置するスイスのベットラッハシュトックの森（Forêt de la Bettlachstock）、アルプス山脈に位置するスイスのロダーノ、ブサイ、ソラディーノ渓谷森林保護区（Valli di Lodano, Busai and Soladino Forest Reserves）、オーストリアのカルカルペン国立公園（Nationalpark Kalkalpen）の4箇所とデュレンシュタイン山（Dürrenstein）が含まれる。

### チェコ・ドイツ
チェコ西部のイゼラ山脈（Jizera Mountains）、ドイツでは中部のハイニヒ国立公園（Hainich National Park）とケラーヴァルト＝エーダーゼー国立公園（Kellerwald-Edersee National Park）、北東部のグルムジンの森（Grumsin）とミュリッツ国立公園（Müritz National Park）のセラーン（Serrahn）、リューゲン島のヤスムント国立公園（Jasmund National Park）の5箇所が指定されている。

### ベルギー・フランス・スペイン
ベルギーではソワーニュの森（Sonian Forest）の5箇所、フランスでは北東部のグラン・ヴァントロン山（Grand Ventron）および南東部のアルプス山脈に位置するショダンのシャピトル（Chapitre）が含まれる。
フランス南西部とスペイン北東部のピレネー山脈にはマサヌの森国立自然保護区（Réserve naturelle nationale de la forêt de la Massane）およびナバラ州のイラティの森のリサルドイア（Lizardoia）とララ＝ベラグア山地（Macizo de Larra-Belagua）のアスタパレタ（Aztaparreta）の2箇所、スペイン北部のカンタブリア山脈にはピコス・デ・エウロパ（Picos de Europa、ピコス・デ・エウロパ国立公園、ユネスコの生物圏保護区に指定）のクエスタ・フリーア（Cuesta Fria）とカナル・デ・アソティン（Canal de Asotin）の2箇所、スペイン中部のセントラル山脈にはアイジョン山脈（Ayllon）のテヘラ・ネグラ（Tejera Negra）とモンテホ（Montejo）の2箇所が指定されている。

## 植物相
登録名にも表れているようにヨーロッパブナの原生温帯広葉樹林に覆われているが、過去100万年間の各氷期の間にヨーロッパブナは南ヨーロッパのごく一部の地域で不利な気候条件を忍んで生き延びた。しかし、約11000年前の最終氷期の後、ヨーロッパブナはこれらの地域から北と西へ拡大し始め、後にヨーロッパ大陸の大部分を占めるようになり、現在も拡大しつつある。また、ヨーロッパブナのほか、標高によってヨーロッパナラ、フユナラ（Quercus petraea）、ヨーロッパモミ（Abies alba）など種類が異なる植物も生える。ブナ目の樹木としてはAlnus viridis（ハンノキの一種）、セイヨウシデ（Carpinus betulus）なども見られる。それ以外にも、ノルウェーカエデ（Acer platanoides）、コブカエデ（Acer campestre）、セイヨウボダイジュ、フユボダイジュ（Tilia cordata）、セイヨウトネリコ（Fraxinus excelsior）、トウヒ属、セイヨウカジカエデなどが生育している。
登録範囲の森林には、確認されているだけでも481種の菌類が生息している。他にも、登録範囲内には地衣類、コケ類などが各400種以上ずつ確認されている。維管束植物は1100種以上である。

## 動物相
登録対象範囲には、73種の哺乳類が棲息しているが、大型哺乳類には、ヒグマ（ユーラシアヒグマ）、ヨーロッパバイソン、オオヤマネコ、オオカミなどのように、第二次世界大戦後に他の地域から移入されたものも含まれている。ほかに、20種の魚類、10種の両生類、8種の爬虫類およびナベコウ、イヌワシなどの101種の鳥類などの棲息が確認されている。
ロストチア生物圏保護区にはコウモリが多く、ヨーロッパチチブコウモリ、オオホオヒゲコウモリ、ベヒシュタインホオヒゲコウモリ、アルカトエホオヒゲコウモリなどが見られる。他にはオオヤマネ、モリヤマネ、オオヤマネコ、オオカミなどの哺乳類とメジロガモ、ナベコウ、ヨーロッパハチクマ、アシナガワシ、フクロウ、キンメフクロウ、ヤマゲラ、ヒメアカゲラ、オオアカゲラ、マミジロキクイタダキ、ニシオジロビタキ、シロエリヒタキ、シマムシクイ、セアカモズなどの鳥類も生息している。

## 登録経緯
元々は「スロバキアの原生林」（Primeval Forests of Slovakia）としてスロバキアが単独申請していた。しかし、2003年の国際自然保護連合（IUCN）の勧告を踏まえて、推薦文書の練り直しが行われ、ウクライナとの共同申請という形で2006年1月に再提出された。2007年の世界遺産委員会で審査され、登録が決定した。
その後、2011年にドイツの古代ブナ林が追加登録された。
IUCNは、「中央ヨーロッパのブナ原生林」（Primeval Beech Forests of Central Europe, 仮題）といった形での更なる拡大の可能性も示唆していたが、2017年には西ヨーロッパや南ヨーロッパにまでまたがる、より広範な拡大登録が実現した。この時点でシュトルーヴェの測地弧（10か国）を超えて、保有国数では最多記録となっていた。

## 登録基準
この世界遺産は世界遺産登録基準のうち、以下の条件を満たし、登録された（以下の基準は世界遺産センター公表の登録基準からの翻訳、引用である）。
- (9) 陸上、淡水、沿岸および海洋生態系と動植物群集の進化と発達において進行しつつある重要な生態学的、生物学的プロセスを示す顕著な見本であるもの。

この基準の適用は、ほとんど手付かずに残されたブナ林の多彩さが、種の変遷を考える上で重要なものとなっている点が評価されたものである。
スロバキアとウクライナが提出した推薦書は、顕著な自然美を有するとして基準（7）の適用も求めていた。IUCNはヨーロッパレベルの自然美として優れたものであることは認めたものの、全地球規模での顕著な普遍的価値を認めるには不充分という判断を下した。世界遺産委員会でもこの勧告通り、基準（7）の適用は見送られた。
同じく推薦書では、絶滅危惧種の重要な保護地などに適用される基準（10）にも該当するとされていたが、棲息する生物種の稀少性の点で疑問が寄せられ、適用は見送られた。